# Lolina Celeste de Deus

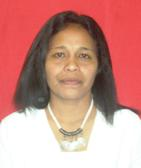
Lolina Celeste de Deus

Lolina Celeste de Deus (* 24. Februar 1967 in Atsabe, Portugiesisch-Timor) ist eine Politikerin aus Osttimor. Sie ist Mitglied in der Partido Social Democrata (PSD).
Deus besuchte die Schule bis zur Sekundärstufe. Bei den Parlamentswahlen in Osttimor 2007 wurde sie über die PSD-Liste in das Nationalparlament Osttimors gewählt. Hier wurde Deus Mitglied der Kommission für Infrastruktur und Soziale Einrichtungen (Kommission G).
Bei den Parlamentswahlen 2012 war Deus nicht mehr auf der Wahlliste der PSD vertreten. Ohnehin scheiterte die PSD an der 3%-Hürde.